# Трокунд
Флавий Аппалий Илл Троку́нд (греч. Τρὁκονδος; умер в 485) Военачальник Восточной Римской империи, участвовал в возведении на престол и свержении императора Василиска, и в мятеже против императора Зенона. Брат Илла.

## Биография

### Поддержка и предательство Василиска
В 475 году император Восточной империи Зенон, сменивший Льва I, был свергнут Василиском, братом вдовы Льва I Верины. Покинув Константинополь, Зенон бежал в горы Исаврии, откуда он был родом. Василиск отправил преследовать его двух своих полководцев — братьев Трокунда и Илла, которые также были исаврийского происхождения. Они разбили войска бывшего императора в июле 476 года и осадили его на холме, иронически именовавшемся «Константинополь».
За время этой осады Василиск потерял популярность среди аристократии и Церкви, а также доверие Трокунда и Илла. Они обвинили его в резне исавров, оставшихся в столице после бегства Зенона. Кроме того, они захватили в плен брата Зенона — Лонгина и надеялись таким образом контролировать Зенона. Решив предать Василиска, братья приняли подарки и обещания свергнутого императора и, объединившись с войсками Зенона, двинулись на Константинополь. Василиск был низложен, а позже убит.

### Мятеж против Зенона
За время правления Зенона братья были удостоены многих почестей. Трокунд был консулом 482 года, его брат также был назначен консулом и получил звание патриция. Но из-за враждебности Верины отношения между императором и его полководцами испортились. Оставив Константинополь, братья отправились в Малую Азию. Здесь в 483 году они подняли мятеж против Зенона и провозгласили императором Леонтия.
Мятеж был подавлен армией Зенона. Его войска, состоявшие из римлян и остготов Теодориха и Иоанна Скифа разбили армию Илла и Трокунда у Антиохии. Леонтий, Илл и Трокунд укрылись в крепости Папирий, осажденной армией Зенона. Трокунд пытался выбраться их крепости, чтобы собрать войска, но был схвачен и убит.